# Погорільчук Віталій Сергійович
Віта́лій Сергі́йович Погорільчу́к (28 травня 1999, Голики — 26 лютого 2022, поблизу урочища Шилова балка) — старший солдат Збройних сил України, ветеран АТО, учасник російсько-української війни, котрий героїчно загинув під час російського вторгнення в Україну.

## Життєпис
Народився 28 травня 1999 в селі Голики Шепетівський район Хмельницька область.
Старший солдат, військовослужбовець 80 ОДШБр. У 2014 році закінчив Варварівську ЗОШ I—III ст. та вступив до Рівненського автотранспортного фахового коледжу, який закінчив в 2018 році, здобувши спеціальність механіка з ремонту двигунів та автомобілів.
У 2020 році був призваний до ЗСУ на військову службу за контрактом. Учасник ООС.
Загинув 26 лютого 2022 року під час евакуації поранених товаришів з поля бою поблизу Шилової балки в Бериславському районі Херсонської області. Ворожий СУ-25 вів вогонь і прямим влучанням уразив БТР-80, в якому перебував Віталій. Похований 16 квітня 2022 року в рідному селі.
17 липня 2022 року його брат Олександр також загинув на війні.

## Нагороди
- Орден «За мужність» III ступеня (8 червня 2022, посмертно)[5].